# Pastor Ortiz
Pastor Ortiz es una localidad del estado mexicano de Michoacán de Ocampo, cabecera del municipio de José Sixto Verduzco.

## Toponimia
El nombre recuerda a Pastor Ortiz Ávila, combatiente de la Revolución mexicana.

## Geografía
Pastor Ortiz se encuentra en las coordenadas 20°18′10″N 101°35′49″O / 20.302778, -101.596944, a una altitud de 1680 m s. n. m., a 135 km de la capital del Estado.
El área urbana ocupa una superficie de 3.712 km².
El clima es moderado, con temperaturas anuales que oscilan entre los 7 °C y los 32 °C.

## Demografía
Según los datos registrados en el censo de 2020, la población de Pastor Ortiz es de 6698 habitantes, lo que representa un crecimiento promedio de 0.10% anual en el período 2010-2020 sobre la base de los 6630 habitantes registrados en el censo anterior. La localidad tiene una densidad de 1804 hab/km².
| Gráfica de evolución demográfica de Pastor Ortiz entre 2000 y 2020 |
|                                                                    |
| Fuente: Instituto Nacional de Estadística Geografía e Informática  |

En 2020 el 47.9% de la población (3209 personas) eran hombres y el 52.1% (3489 personas) eran mujeres. El 63.9% de la población, (4278 personas), tenía edades comprendidas entre los 15 y los 64 años.
La población de Pastor Ortiz está mayoritariamente alfabetizada, (6.39% de personas mayores de 15 años analfabetas, según relevamiento del año 2020), con un grado de escolaridad en torno a los 8 años. Solo el 0.18% de la población se reconoce como indígena. 

El 96.3% de los habitantes de Pastor Ortiz profesa la religión católica.
En el año 2010 estaba clasificada como una localidad de grado medio de vulnerabilidad social. Según el relevamiento realizado, 2768 personas de 15 años o más no habían completado la educación básica, —carencia conocida como rezago educativo—, y 2558 personas no disponían de acceso a la salud.

## Economía
Las principales actividades económicas de la población son la agricultura, ganadería y la pesca.

## Cultura
El Puente, que comunica con el estado de Guanajuato es uno de sus principales monumentos, con una antigüedad de casi 100 años.
Los Portales, otro de los lugares de interés, ubicados en el centro de Pastor Ortiz, conservando aún el encanto de hace años.
La Antigua Iglesia, misma que es bella por naturaleza, sus escaleras que van hacia el Campanario están hechas de madera pura, el bellísimo Altar, y el piano antiguo que aún conserva, mismos que en conjunto crean la magia de antaño.
La Plaza Principal ha sido un poco remodelada, las fuentes que se encuentran alrededor del Kiosco, aunque no se encuentran en servicio, se encuentran ahí desde que se inauguró dicha plaza.

### Fiestas
En este pueblo lleno de cultura existen varias costumbres, entre las que destacan:
ViaCrucis, la ya tradicional la obra de teatro, el Jueves Santo, del lavado de pies de los Apóstoles y el Viernes Santo el tradicional Viacrucis, al cual acude la mayoría de los habitantes de Pastor Ortiz, ya que en su totalidad son Católicos.
Clausuras, Los Bailes ya tradicionales de las Clausuras de La Secundaria "José Vasconcelos" y del Colegio de Bachilleres".
Fiestas Patrias, mismas donde año con año se elige a la Reyna de las Fiestas Patrias, la tradicional entrega del Fuego Simbólico de Dolores, con los jóvenes que cada 15 de septiembre acuden por la Antorcha. El desfile del 16 de septiembre y el Desfile del 20 de noviembre.
Día de Muertos, donde cada 2 de noviembre se hacen concursos para el mejor altar de muertos y las tradicionales ofrendas florales a los muertos de las Familia mismas que acompañan a sus familiares ya difuntos en el Panteón en el transcurso del día, hasta terminar con la ya tradicional misa.
22 de noviembre otro día de festejo importante en el pueblo que inicia desde la madrugada hasta la noche ya que se festeja a Santa Cecilia la patrona de los músicos siendo Pastor Ortiz un semillero de grandes grupos, bandas, mariachi y músicos bohemios duetos, tríos, coros y rondallas.
8 de diciembre, La tradicional fiesta del pueblo el día 8 de diciembre, en el cual concurren atracciones de todos lados para divertir a la gente. Por el día se le cantan las mañanitas a la Inmaculada Concepción, y por la noche se quema el tradicional castillo. Aparte de que también ya es tradición el Baile del 9 de diciembre que año con año se lleva a cabo.